# Łask (gmina)
Łask (w latach 1953–1954 miasto Łask i gmina Wiewiórczyn) – gmina miejsko-wiejska w województwie łódzkim, w powiecie łaskim. W latach 1975–1998 gmina położona była w województwie sieradzkim.
Siedziba gminy to Łask.
Według danych z 31 grudnia 2007 gminę zamieszkiwało 28 479 osób.

## Struktura powierzchni
Według danych z roku 2007 gmina Łask ma obszar 145,37 km², w tym:
- użytki rolne: 70%
- użytki leśne: 18%

Gmina stanowi 23,51% powierzchni powiatu łaskiego.

## Demografia

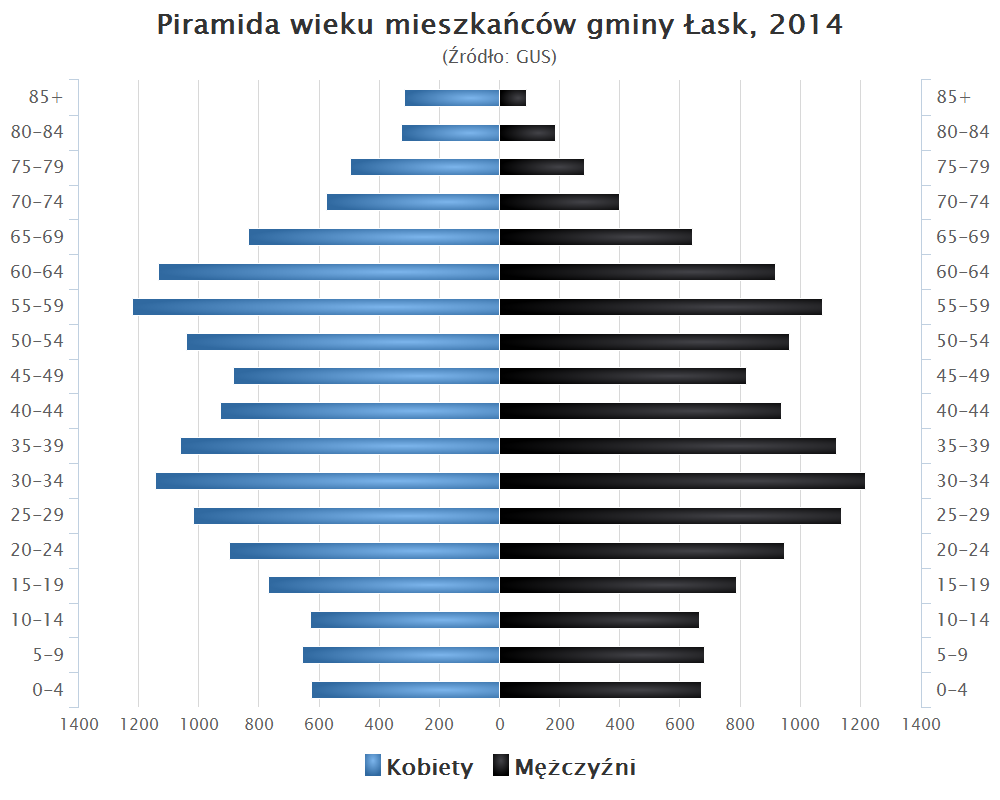
Piramida wieku mieszkańców gminy Łask w 2014 roku

Dane z 31 grudnia 2007:
| Opis                              | Ogółem | Ogółem | Kobiety | Kobiety | Mężczyźni | Mężczyźni |
| --------------------------------- | ------ | ------ | ------- | ------- | --------- | --------- |
| jednostka                         | osób   | %      | osób    | %       | osób      | %         |
| populacja                         | 28479  | 100    | 14788   | 51,9    | 13691     | 48,1      |
| gęstość zaludnienia (mieszk./km²) | 196    | 196    | 102     | 102     | 94        | 94        |

## Sołectwa
Aleksandrówek, Anielin, Bałucz, Borszewice (wsie: Borszewice Cmentarne, Borszewice Kolejowe i Borszewice Kościelne), Budy Stryjewskie, Gorczyn, Karszew, Kopyść, Krzucz, Łopatki, Mauryca, Okup Mały, Okup Wielki, Orchów, Ostrów, Rembów, Remiszew, Rokitnica, Sięganów, Stryje Księże, Stryje Paskowe, Teodory, Wiewiórczyn, Wola Bałucka, Wola Łaska, Wola Stryjewska, Wronowice, Wrzeszczewice, Wrzeszczewice Nowe, Wydrzyn, Zielęcice.

## Miejscowość bez statusu sołectwa
Grabina, Jabłonki, Kolonia Bałucz, Kolonia Bilew, Łętków, Łopatki-Cegielnia, Mikołajówek, Młynisko, Orchów-Wesółka, Ostrów-Osiedle, Podłaszcze, Szadek, Teodory-Osiedle, Ulejów, Wincentów, Wrzeszczewice-Skrejnia, Wrzeszczewice-Tomaszew.

## Sąsiednie gminy
Buczek, Dobroń, Sędziejowice, Szadek, Wodzierady, Zelów, Zduńska Wola

## Miasta partnerskie
Miastami partnerskimi gminy są:
- Elbtalaue (Niemcy),
- Łagojsk (Białoruś).